# 50м2
«50м2» (тур. 50m2) — це оригінальний турецький інтернет-серіал 2021 року від Netflix у жанрі бойовика, драми, створений компанією BKM Film. В головних ролях — Енгін Озтюрк, Айбуке Пусат, Дженгіз Бозкурт.
Перший сезон вийшов 27 січня 2021 року та складається із 8 епізодів
Режисер серіалу — Сельчук Айдемір.
Сценарист серіалу — Бурак Аксак.

## Сюжет
Намагаючись з'ясувати правду про своє минуле, головний герой зраджує близьку людину і починає жити під новим ім'ям в невеликому кварталі Стамбула.

## Актори та ролі
| Актор               | Роль          |
| ------------------- | ------------- |
| Енгін Озтюрк        | Гьолде / Адем |
| Айбуке Пусат        | Діляра        |
| Дженгіз Бозкурт     | Мухтар        |
| Кюршат Алниачик     | Сервет        |
| Толга Текін         | Месут         |
| Озгюр Емре Йилдирим | Дживан        |
| Хасан Ялнизоглу     | Леке          |
| Мурат Килич         | вчитель Джамі |
| Гей Гюрсель         | психолог      |
| Їгіт Кіразджи       | Якуп          |
| Тугче Карабаджак    | Озлем         |
| Джансу Дагделен     | Айсель        |
| Тунджай Беязіт      | Туран         |
| Гюркан Уйгун        | Мумтаз        |
| Седа Тюркмен        | Аслі          |
| Ерман Тинмаз        | батько Гьолге |

## Сезони
| Сезон | Епізоди | Епізоди | Оригінальний показ | Оригінальний показ | Оригінальний показ |
| Сезон | Епізоди | Епізоди | Перший показ       | Останній показ     | Мережа             |
| ----- | ------- | ------- | ------------------ | ------------------ | ------------------ |
| 1     | 8       | 8       | 27 січня 2021      | 27 січня 2021      | Netflix            |

## Список серій

### Сезон 1 (2021)
| № | # | Назва                  | Перший ефір   |
| --- | - | ---------------------- | ------------- |
| 1 | 1 | «1 епізод» «Episode 1» | 27 січня 2021 |
| У пошуках інформації про батьків Гьолде розкриває похмуру правду про свого давнього покровителя Сервета, якому він доводиться правою рукою.     |   |                        |               |
| 2 | 2 | «2 епізод» «Episode 2» | 27 січня 2021 |
| Мухтар запрошує Гьолде до свого дому. Гьолде пропонує Мюмтазу угоду, щоб отримати захист від Сервета, але це рішення обертається проти нього.   |   |                        |               |
| 3 | 3 | «3 епізод» «Episode 3» | 27 січня 2021 |
| Гьолде намагається втекти із країни. Сервет входить у конфлікт із Мюмтазом через зброю. Гьолде раптово згадує обставини смерті близької людини. |   |                        |               |
| 4 | 4 | «4 епізод» «Episode 4» | 27 січня 2021 |
| Гьолде попереджає Мухтара про плани Месута на квартал. Сумуючому Шивану доводиться обирати між Месутом та Гьолде.                               |   |                        |               |
| 5 | 5 | «5 епізод» «Episode 5» | 27 січня 2021 |
| Кримінальний авторитет Азраель просить Гьолде знайти зниклий вантаж. Озлем приходить до Месута. Сервета мучить почуття провини.                 |   |                        |               |
| 6 | 6 | «6 епізод» «Episode 6» | 27 січня 2021 |
| Мухтар та Діляра ризикують втратити кондитерську. Озлем допомагає Месуту замістити сліди після того, як їх план пішов наперекосяк.              |   |                        |               |
| 7 | 7 | «7 епізод» «Episode 7» | 27 січня 2021 |
| Шиван зустрічає Сервета та пропонує йому угоду. Якуп приводить людину з минулого Адема на поріг Гьолде.                                         |   |                        |               |
| 8 | 8 | «8 епізод» «Episode 8» | 27 січня 2021 |
| Подарунок наводить Якупа на підозри щодо особи Гьолде. Шиван віддає Месуту за заслуги. Сервет відкриває Гьолде страшну правду.                  |   |                        |               |